# Mannitolhexanitrat
Mannitolhexanitrat oder auch Nitromannit ist eine chemische Verbindung aus der Gruppe der Salpetersäureester und ein selten gebrauchter Sprengstoff. Es kann sowohl als Initialsprengstoff als auch als Hauptladung verwendet werden. Aufgrund seiner geringen Stabilität wird es in Europa nicht verwendet, da man es durch andere stabilere Sprengstoffe ersetzen kann. Nur in den USA hat es eine gewisse Bedeutung als Sprengkapselfüllung erlangt. Es wird mit Ammoniumcarbonat stabilisiert und muss absolut säurefrei sein, da es sonst spontan detonieren kann.

## Gewinnung und Darstellung
Es wird durch die Veresterung von Mannitol mit Salpetersäure gewonnen. Hierzu wird Mannit in kalter konzentrierter Salpetersäure gelöst und danach mit konzentrierter Schwefelsäure ausgefällt.

## Eigenschaften
Mannitolhexanitrat bildet farblose kristalline Nadeln, die bei 112 bis 113 °C schmelzen. Die Standardbildungsenthalpie ΔfH0solid beträgt −708,8 kJ·mol−1, die Verbrennungsenthalpie ΔcH0solid −2936 kJ·mol−1.

### Explosionskenngrößen
Mannitolhexanitrat ist ein explosionsgefährlicher Stoff. Er ist im Sprengstoffgesetz in der Liste der einheitlich explosionsgefährlichen Stoffe enthalten, für die das Gesetz in vollem Umfang gilt.
Wichtige Explosionskennzahlen sind:
- Explosionswärme: 5928 kJ·kg−1 (H2O (g)).[2]
- Detonationsgeschwindigkeit: 8260 m·s−1 bei der Dichte von 1,73 g·cm−3[2]
- Normalgasvolumen: 755 l·kg−1.[2]
- Spezifische Energie: 1087 kJ·kg−1[2]
- Verpuffungspunkt: 185 °C[2]
- Bleiblockausbauchung: 51 cm3·g−1[2]
- Schlagempfindlichkeit: 0,8 N·m[2], 1 N·m[6]
- Reibempfindlichkeit: 30 N[6]

## Verwendung
Neben seiner Anwendung als Sprengstoff dient es in der Medizin als gefäßerweiterndes Mittel bei Angina pectoris.